# Cúp Algarve 2010
Cúp Algarve 2010 (tiếng Anh: Algarve Cup 2010), giải bóng đá giao hữu thường niên diễn ra tại Algarve, Bồ Đào Nha từ 24 tháng 2 đến 3 tháng 3 năm 2010. Hoa Kỳ là đội tuyển vô địch của giải.

## Thể thức
Tại vòng bảng, 12 đội được chia làm ba bảng. Bảng A và B gồm các đội cạnh tranh chức vô địch. Vòng phân hạng gồm năm trận đấu: trận tranh hạng nhất giữa các đội đầu bảng, tranh hạng ba giữa các đội nhì bảng, tranh hạng năm giữa các đội thứ ba; đội nhất bảng C gặp đội cuối bảng có thành tích tốt hơn trong hai bảng A và B để tranh hạng bảy; đội nhì bảng C gặp đội cuối bảng còn lại để tranh hạng 9, các đội thứ ba và tư bảng C đá trận tranh hạng 11.
- Giờ thi đấu là WET (UTC±0).

## Vòng bảng

### Bảng A
| Đội        | Đ | Tr | T | H | B | BT | BB | HS  |
| ---------- | - | -- | - | - | - | -- | -- | --- |
| Đức        | 9 | 3  | 3 | 0 | 0 | 16 | 0  | +16 |
| Trung Quốc | 4 | 3  | 1 | 1 | 1 | 3  | 6  | −3  |
| Đan Mạch   | 3 | 3  | 1 | 0 | 2 | 2  | 7  | −5  |
| Phần Lan   | 1 | 3  | 0 | 1 | 2 | 2  | 10 | −8  |

| Trung Quốc  | 1 – 1 | Phần Lan      |
| ----------- | ----- | ------------- |
| Hàn Đoan 7' |       | Sällström 54' |

| Đức                                         | 4 – 0 | Đan Mạch |
| ------------------------------------------- | ----- | -------- |
| Behringer 36' · Prinz 56' · Grings 58', 82' |       |          |

| Đan Mạch | 0 – 2 | Trung Quốc       |
| -------- | ----- | ---------------- |
|          |       | Từ Viện 12', 25' |

| Đức                                                               | 7 – 0 | Phần Lan |
| ----------------------------------------------------------------- | ----- | -------- |
| Grings 34', 65', 70' · Popp 61', 66' · Keßler 77' · M. Müller 84' |       |          |

| Trung Quốc | 0 – 5 | Đức                                                     |
| ---------- | ----- | ------------------------------------------------------- |
|            |       | Garefrekes 2' · Mittag 16', 42' · Peter 75' · Zietz 90' |

| Đan Mạch             | 2 – 1 | Phần Lan                     |
| -------------------- | ----- | ---------------------------- |
| Munk 21' · Nadim 80' |       | Österberg Kalmari 7' (ph.đ.) |

### Bảng B
| Đội       | Đ | Tr | T | H | B | BT | BB | HS |
| --------- | - | -- | - | - | - | -- | -- | -- |
| Hoa Kỳ    | 9 | 3  | 3 | 0 | 0 | 6  | 1  | +5 |
| Thụy Điển | 4 | 3  | 1 | 1 | 1 | 7  | 5  | +2 |
| Na Uy     | 4 | 3  | 1 | 1 | 1 | 6  | 6  | 0  |
| Iceland   | 0 | 3  | 0 | 0 | 3 | 3  | 10 | −7 |

| Hoa Kỳ                             | 2 – 0   | Iceland |
| ---------------------------------- | ------- | ------- |
| Atladóttir 60' (l.n.) · Cheney 62' | Báo cáo |         |

| Na Uy                     | 2 – 2 | Thụy Điển                    |
| ------------------------- | ----- | ---------------------------- |
| Wiik 7' · Christensen 13' |       | Sembrant 20' · Landström 53' |

| Na Uy         | 1 – 2   | Hoa Kỳ             |
| ------------- | ------- | ------------------ |
| Herlovsen 64' | Báo cáo | Wambach 13', 90+2' |

| Iceland          | 1 – 5 | Thụy Điển                                                     |
| ---------------- | ----- | ------------------------------------------------------------- |
| Magnúsdóttir 17' |       | Dahlkvist 47', 71' (ph.đ.) · Liljegärd 52', 64' · Asllani 69' |

| Hoa Kỳ          | 2 – 0   | Thụy Điển |
| --------------- | ------- | --------- |
| Cheney 57', 87' | Báo cáo |           |

| Iceland                             | 2 – 3 | Na Uy                           |
| ----------------------------------- | ----- | ------------------------------- |
| Viðarsdóttir 55' · Magnúsdóttir 73' |       | Gulbrandsen 8', 58' · Woods 62' |

### Bảng C
| Đội            | Đ | Tr | T | H | B | BT | BB | HS  |
| -------------- | - | -- | - | - | - | -- | -- | --- |
| România        | 7 | 3  | 2 | 1 | 0 | 7  | 1  | +6  |
| Bồ Đào Nha     | 7 | 3  | 2 | 1 | 0 | 7  | 1  | +6  |
| Áo             | 3 | 3  | 1 | 0 | 2 | 4  | 4  | 0   |
| Quần đảo Faroe | 0 | 3  | 0 | 0 | 3 | 1  | 13 | −12 |

Bồ Đào Nha và România bốc thăm để phân định thứ hạng.
| Bồ Đào Nha                               | 5 – 0 | Quần đảo Faroe |
| ---------------------------------------- | ----- | -------------- |
| Vieira 5', 19' · Fernandes 41', 45', 46' |       |                |

| România           | 2 – 0 | Áo |
| ----------------- | ----- | -- |
| Duşă 4' · Rus 35' |       |    |

| Bồ Đào Nha | 0 – 0 | România |
| ---------- | ----- | ------- |
|            |       |         |

| Áo                           | 3 – 0 | Quần đảo Faroe |
| ---------------------------- | ----- | -------------- |
| Burger 7' · Gröbner 28', 59' |       |                |

| Quần đảo Faroe | 1 – 5 | România                                   |
| -------------- | ----- | ----------------------------------------- |
| Hansen 11'     |       | Rus 3', 6', 75' · Iuşan 78' · Pavel 90+1' |

| Bồ Đào Nha                     | 2 – 1 | Áo          |
| ------------------------------ | ----- | ----------- |
| Matias 71' (ph.đ.) · Couto 81' |       | Gröbner 13' |

## Vòng phân hạng

### Tranh hạng 11
| Áo                                                                  | 6 – 0 | Quần đảo Faroe |
| ------------------------------------------------------------------- | ----- | -------------- |
| Hanschitz 59', 90+1' · Gröbner 68' · Burger 73' · Puntigam 75', 89' |       |                |

### Tranh hạng 9
| Bồ Đào Nha | 0 – 3 | Iceland                                                 |
| ---------- | ----- | ------------------------------------------------------- |
|            |       | Magnúsdóttir 49' · Viðarsdóttir 62' · Lárusdóttir 90+3' |

### Tranh hạng bảy
| Phần Lan | 0 – 1 | România   |
| -------- | ----- | --------- |
|          |       | Pavel 17' |

### Tranh hạng năm
| Đan Mạch                 | 2 – 1 | Na Uy          |
| ------------------------ | ----- | -------------- |
| Rasmussen 48' · Veje 60' |       | Pedersen 90+4' |

### Tranh hạng ba
| Trung Quốc | 0 – 2 | Thụy Điển                   |
| ---------- | ----- | --------------------------- |
|            |       | Dahlkvist 13' · Fischer 68' |

### Chung kết
| Đức             | 2 – 3   | Hoa Kỳ                               |
| --------------- | ------- | ------------------------------------ |
| Grings 41', 74' | Báo cáo | Lloyd 18' · Wambach 22' · Cheney 69' |